# Левица (Немачка)
Левица, позната и као Лева странка, је лево оријентисана политичка странка у Немачкој. Основана 16. јуна 2007. године када су се ујединиле две странке, и то „Странка демократског социјализма“ (PDS) и странка „Рад и социјална правда — изборна алтернатива“ (WASG). Кроз PDS вуче корене из државне политике Источне Немачке, али странка критикује такву политику и дистанцира се од ње.
Политика Левице се заснива на демократском социјализму. Странка заговара развијање механизама демократије у политичкој и економској сфери.
Копредседавајући стране су Катја Кипинг и Бернд Риксингер.
На парламентарним изборима у Немачкој, одржаним 24. септембра 2017. године, Левица је освојила 9,2% гласова, односно 69 од 709 посланичких места. На изборима за Европски парламент, одржаним 25. маја 2014. године странка Левица је освојила 7 од 96 посланичких места.